# Política antidrogas

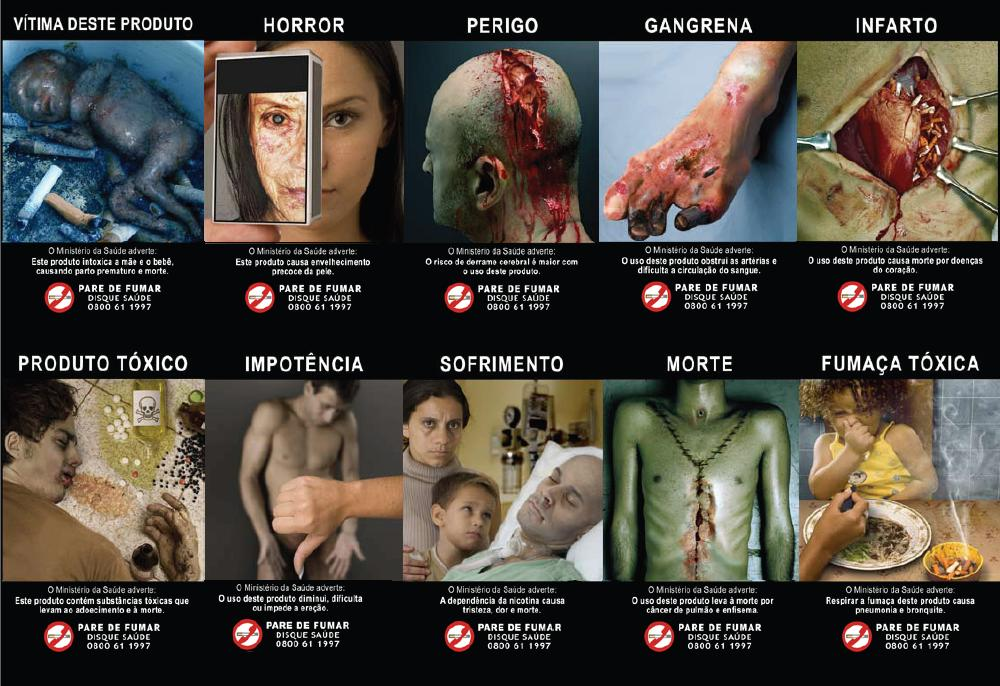
A proibição de propagandas de incentivo ao uso de cigarros; obrigatoriedade de imagens de advertência dos efeitos prejudiciais e oferta de serviços de orientação para controle do hábito através de serviços de saúde é uma estratégia que tem obtido resultados positivos no Brasil

A política antidrogas é um movimento global de combate às drogas. Essencialmente consiste numa reflexão de autoridades governamentais que vêm orientar a formulação de planos e programas de ação para reduzir o consumo de drogas e sobretudo os efeitos prejudiciais de sua utilização.
Existem também um meio de política antidrogas que podemos encontrar no ato de recuperação da dependência com casas de recuperação apoiadas pelo governo ou construção de um rede própria de serviços, no caso do Brasil os CAPS - AD - Centro de Atenção Psicossocial para Álcool e Drogas.